# Meda (Italia)
Meda là một thị xã và đô thị thuộc tỉnh Monza và Brianza, vùng Lombardia, miền bắc Italia. Dân số thị xã này là 23.000 người. Thị xã này nằm gần Milano và Como.

## Người nổi tiếng
- Giuseppe Terragni - kiến trúc sư
- Igor Cassina - vận động viên - Huy chương vàng tại Athens 2004
- Johnny Dorelli - Nam diễn viên